# 西衣山駅
西衣山駅（にしきぬやまえき）は、愛媛県松山市衣山4丁目にある伊予鉄道高浜線の駅である。駅番号はIY06。

## 歴史
- 1968年（昭和43年）6月10日：開業[2]。

## 駅構造
相対式ホーム2面2線。無人駅。朝のラッシュ時間帯には伊予鉄道からの委託を受けた受託者が改札業務に当たる。
高浜線の駅ではトイレの設備が無い駅は当駅が唯一である。なお、同線では2015年（平成27年）3月28日より港山駅と当駅が無人駅となった。

### のりば
| 番線 | 路線    | 行先                           |
| ---- | ------- | ------------------------------ |
| 1    | ■高浜線 | 衣山・松山市方面               |
| 2    | ■高浜線 | 三津・高浜・（松山観光港）方面 |

## 利用状況
2015年（平成27年）の発着人員はおよそ1165人/日であり、1998年（平成10年）のおよそ900人/日と比べて増加している。

## 駅周辺
新興住宅地となっており、戸建住宅のほか県道沿線等の一部に集合住宅も見られる。愛光学園の周辺では特に開発が著しい。
- 愛光中学校・高等学校 - 朝には通学する生徒で混雑する。
- 愛媛県埋蔵文化財センター

当駅の近辺に高浜線が四国旅客鉄道（JR四国）予讃線と並行して走る区間がある。相互の乗換の便を図るためこの区間への新駅の設置が要望されたことがあり、愛媛県でも検討を行った模様だが、JR線が跨線橋/跨道橋で高浜線をまたぐ地点の直前でJR線が急カーブになっていることなどに関して技術的な問題等があり、実現していない。

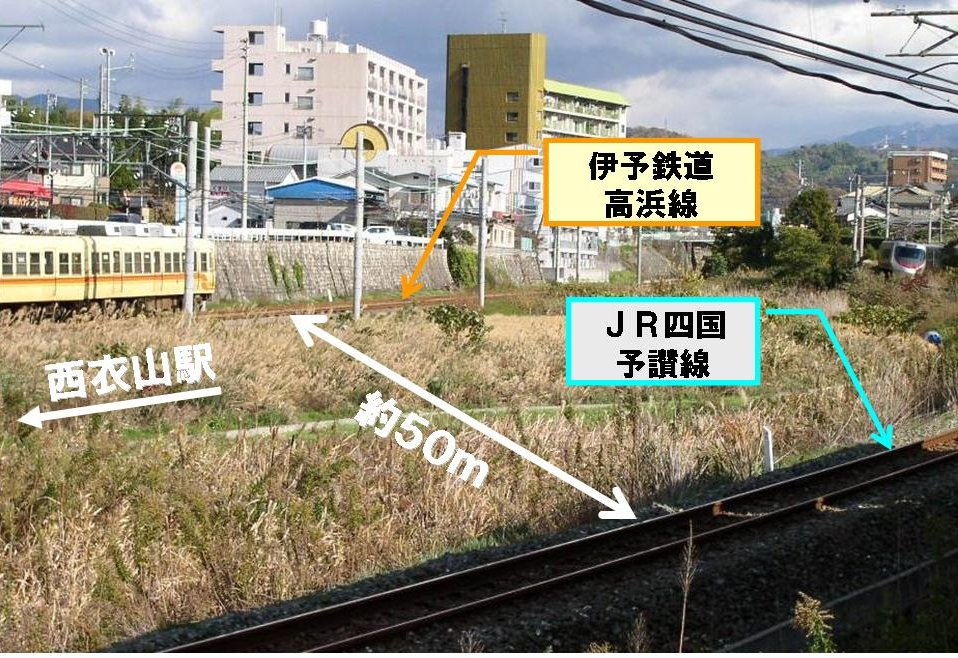
JR予讃線と併走する伊予鉄高浜線

## 隣の駅
伊予鉄道
■高浜線
山西駅 (IY05) - 西衣山駅 (IY06) - 衣山駅 (IY07)